# Керчик-Савров
Керчик-Савров — хутір в Октябрському районі Ростовської області Росія.
Адміністративний центр Керчицького сільського поселення.
Населення — 1010 осіб (2010 рік).

## Історія
Хутір Керчик-Савров було засновано у 1763 році. Згідно з переказом, у часи монголо-татарської навали там, де зараз розташовано хутір, була битва, у якій загинув руський воїн Сава. Його поховали поруч з глибоким яром. Пізніше це місце стали називати Саввін рів, а мешканці його називалися саврови. Поруч з хутором тече річка Керчик. Звідси й інша частина назви хутора Керчик-Савров.
За відомостями 1859—1864 років на хуторі було 93 двори; 430 осіб (211 чоловіків й 219 жінок).
На хуторі розташовувалася церква, зведена в 1858 році, діяла церковно-парафіяльна школа. Більшість хуторян жили заможно, мали хороші, як правило, двоповерхові будинки.
За підрахунками різних істориків до 1914—1917 році на Дону в загальній масі козаків біднота становила 15-20 %, решта козаків жили «справно» (заможно). У 1920-х роках на хуторі вже були лікарня, молочний завод та пологовий будинок. Коли 1921 році в центральних областях Росії вибухнув голод, на хуторі Керчик-Савров розмістили притулок для дітей сиріт, вивезених з районів голоду.
В час колективізації в хуторі почався бунт: відібрану насильно худобу місцеві жителі розбирали по домівках. Виступи хуторян уряд придушив тільки через два місяці. Заможних господарів репресували, а разом з ними і бідняків, які не хотіли йти працювати в колгосп.
До кінця 1929 року почали закривати церкви.
У 1930 році утворився перший колгосп «Комінтерн». На початку 1934 року в хуторі була побудована пекарня.
125 хуторян загинули за німецько-радянської війни, 120 осіб були вивезені німцями під час окупації з літа 1942 року на примусові роботи до Німеччини, багато з них потім не повернулися додому. 11 лютого 1943 року хутір було звільнено військами Червоної Армії.

## Географія
Керчик-Савров положено у верхів’ї річки Керчик при її лівій притоці Сінна балка. На південь від хутору над Кам’яною балкою розташовано курган Кам’яна могила.

### Вулиці
| - вул. 40 років Перемоги, - вул. Алейнікова, - вул. Будьонного, - вул. Виноградна, - вул. Дружби народів, - вул. Кириленко, - вул. Колгоспна, - вул. Миру, - вул. Олейникова, - вул. Первомайська, - вул. Совєцька, | - пров. 8 Березня, - пров. Балковий, - пров. Комінтерну, - пров. Короткий, - пров. Прибережний, - пров. Степовий. |